# یاکوب ایتالیانو
یاکوب ایتالیانو (ایتالیایی: Jacob Italiano؛ زادهٔ ۳۰ ژوئیهٔ ۲۰۰۱) بازیکن فوتبال ایتالیایی‌تبار اهل استرالیا است.
از باشگاه‌هایی که در آن بازی کرده‌است می‌توان به باشگاه فوتبال پرث گلوری اشاره کرد.
وی همچنین در تیم‌های ملی فوتبال زیر ۱۷ سال استرالیا، زیر ۲۰ سال استرالیا و زیر ۲۳ سال استرالیا بازی کرده‌است.